# Scare Tactics
Scare Tactics es un programa de televisión de cámara oculta/comedia, producido por Kevin Healey y Scott Hallock. Sus dos primeras temporadas se transmitieron de abril de 2003 a diciembre de 2004. Después de una pausa, el show volvió para una tercera temporada, comenzando el 9 de julio de 2008. La primera temporada de la serie fue presentada por Shannen Doherty. Stephen Baldwin tomó su lugar en el medio de la segunda temporada. Desde el inicio de la tercera temporada, el programa ha sido presentado por Tracy Morgan. La cuarta temporada comenzó el 6 de octubre de 2009.

## Sinopsis
Scare Tactics es un show de cámara oculta que pone a las víctimas en situaciones terribles, que generalmente incluyen efectos especiales al estilo de película y maquillaje que recrea clichés de películas de terror. Las víctimas, por lo general de cuatro por episodio, son atrapados por sus amigos / familia en conjunto con los productores.
Las víctimas en el programa son atraídas a un lugar, ya sea invitado allí por personas que conocen (que estaban en el acto), o informados de lo que pensaban que era un nuevo trabajo. Pronto comienzan a experimentar una especie de escena aterradora, como un extraño monstruo, un terrible accidente o un crimen violento que se comete, todo lo cual se efectuó mientras se está grabando en secreto a la víctima.
Hay algunos casos en que las víctimas son atraídas a las bromas sobre la promesa de estar en un reality show llamado "Fear Antics (Tácticas de miedo en español)", que juega como si fuera un espectáculo similar a Jackass de MTV, pero terminan con graves consecuencias.
Las bromas terminan cuando la víctima está completamente aterrorizada y alguien les preguntaba: "¿Tienes miedo?" a los que por lo general responden que si. A continuación, obtienen la respuesta: "No deberías! Estas en Tácticas de terror" o "Voy a tener que ponerte/ te voy a poner en Tácticas de terror".
- Datos: Q2229013